# Ophiognomonia caulicola
Ophiognomonia caulicola är en svampart som tillhör divisionen sporsäcksvampar, och som beskrevs av Höhn.. Ophiognomonia caulicola ingår i släktet Ophiognomonia, och familjen Gnomoniaceae. Arten är reproducerande i Sverige.